# Daniel Dettling
Daniel Dettling (* 1971) ist ein deutscher Zukunftsforscher.

## Werdegang und Werk
Dettling studierte nach seinem Zivildienst in Israel Rechts-, Verwaltungs- und Politikwissenschaften sowie Politische Ökonomie an der Albert-Ludwigs-Universität Freiburg und an der Universität Freiburg (Schweiz). In Berlin machte er sein zweites Staatsexamen. An der Universität Potsdam wurde er promoviert. Anschließend war Dettling wissenschaftlicher Mitarbeiter an der Universität Potsdam im Bereich europäisches Verfassungs- und Sozialrecht.
Er war Mitgründer und Vorsitzender von berlinpolis und ist Mitbegründer der Deutschen Gesellschaft für Politikberatung. Er zählt zu den renommiertesten Politikexperten in Deutschland.
Seine Publikationen adressieren die Themenfelder Sozial- und Wirtschaftspolitik und das Verhältnis zwischen den Generationen. Er berät Unternehmen, Ministerien, Verbände, politische Parteien und Stiftungen.

## Familie
Dettling ist der Sohn des Autors und Politikberaters Warnfried Dettling und dessen Frau Gisela Erler. Daniel Dettling ist verheiratet und hat drei Kinder.

## Publikationen (Auswahl)

### Als Herausgeber und Buchautor
- Eine bessere Zukunft ist möglich. Kösel-Verlag, 2021, ISBN 3-641-27991-7 (eingeschränkte Vorschau in der Google-Buchsuche).
- Zukunftsintelligenz. Langen Mueller Herbig, 2020, ISBN 3-7844-8384-4 (eingeschränkte Vorschau in der Google-Buchsuche).
- Wie wollen wir in Zukunft leben? Lingen Verlag, 2014, ISBN 3-942453-93-2 (eingeschränkte Vorschau in der Google-Buchsuche).
- mit Christian Schüle (Hrsg.): Minima Moralia der nächsten Gesellschaft. VS Verlag für Sozialwissenschaften Wiesbaden, 2009, ISBN 978-3-531-16475-5, doi:10.1007/978-3-531-91635-4.
- (Hrsg.): Die Zukunft der Bürgergesellschaft. VS Verlag für Sozialwissenschaften Wiesbaden, 2008, ISBN 978-3-531-16198-3, doi:10.1007/978-3-531-91151-9.
- mit Julia Gerometta (Hrsg.): Vorteil Vielfalt. VS Verlag für Sozialwissenschaften Wiesbaden, 2007, ISBN 978-3-531-15595-1, doi:10.1007/978-3-531-90917-2.
- (Hrsg.): Parteien in der Bürgergesellschaft. VS Verlag für Sozialwissenschaften Wiesbaden, 2005, ISBN 978-3-531-14543-3, doi:10.1007/978-3-322-80705-2.
- mit Christof Prechtl (Hrsg.): Für eine neue Bildungsfinanzierung. VS Verlag für Sozialwissenschaften Wiesbaden, 2004, ISBN 978-3-531-14828-1, doi:10.1007/978-3-322-80812-7.
- mit Christof Prechtl (Hrsg.): Weißbuch Bildung. VS Verlag für Sozialwissenschaften Wiesbaden, 2004, ISBN 3-322-80640-5 (eingeschränkte Vorschau in der Google-Buchsuche).
- mit Max Bismarck (Hrsg.): Marke D: Das Projekt der nächsten Generation. VS Verlag für Sozialwissenschaften Wiesbaden, 2003, ISBN 978-3-8100-3527-1, doi:10.1007/978-3-322-92245-8.
- Die Zukunft des politischen Agenda-Setting oder: Warum die Tanker Parteien und Verbände schnellere und flexiblere Beiboote und Think Tanks brauchen. In: Dominik Haubner, Erika Mezger, Hermann Schwengel (Hrsg.): Agendasetting und Reformpolitik. ISBN 978-3-89518-505-2

### Zeitungsartikel
- Daniel Dettling: Gastbeitrag: Klimapolitik eignet sich nicht für einen Kulturkampf. In: welt.de. 22. Mai 2023, abgerufen am 24. Juli 2023.

- Daniel Dettling: Gesundheitswirtschaft: Berlin ist auf dem Weg an die Weltspitze. In: tagesspiegel.de. 8. Januar 2023, abgerufen am 24. Juli 2023.

- Daniel Dettling: Arbeitsmarkt: Unsere Fachkräfte-Reserve sind die Frauen und die Älteren. In: welt.de. 17. März 2023, abgerufen am 24. Juli 2023.
- Daniel Dettling: Kitaplätze und Bildungsföderalismus: Deutschland versteinert. In: taz.de. 20. September 2022, abgerufen am 24. Juli 2023.
- Axel Ekkernkamp, Daniel Dettling: Jährlich sterben 200.000 Menschen wegen unangemessener Behandlung: Es braucht einen Neustart für die Gesundheitsversorgung. In: tagesspiegel.de. 10. März 2022, abgerufen am 24. Juli 2023.

- Daniel Dettling: Daniel Dettling: Populisten sind notwendige Störer für eine bessere Zukunft. In: welt.de. 12. Dezember 2018, abgerufen am 24. Juli 2023.